# José Ignacio de Márquez
José Ignacio de Márquez Barreto (Ramiriquí, 9 de septiembre de 1793 - Bogotá, 21 de marzo de 1880) fue un abogado y político colombiano. 
Históricamente se ha considerado uno de los miembros del movimiento conocido como la Generación de los Caudillos, hombres nacidos en el siglo XVIII que fueron los primeros gobernantes del país tras la salida del poder de los españoles a finales de la segunda década del siglo XIX. Destacó como orador, siendo llamado el Cicerón de la Gran Colombia.
Fue el primer presidente civilista de Colombia, ocupando el cargo como encargado en 1832 en calidad de vicepresidente tras la demora de Santander en posesionarse; y luego de 1837 a 1841, destacando un espíritu civilista y legalista, gracias a su buena educación. Promovió medidas económicas orientadas a sanar las finanzas luego de la independencia y al modelo del proteccionismo comercial.
Bajo su gobierno se desató la Guerra de los Supremos después de que sus reformas en favor de la educación colombiana afectaran los intereses de la Iglesia Católica, lo que generó también un alzamiento de José María Obando en el Cauca.

## Biografía
José Ignacio nació en Ramiriqui, Virreinato de Nueva Granada, el 9 de septiembre de 1793, en el seno de una numerosa familia criolla de clase media.   
Los recursos de sus padres, sin embargo, no fueron suficientes para tener una educación de calidad, pero consiguió estudiar en el Colegio de San Bartolomé, debido a sus altas calificaciones académicas, siendo admitido el 2 de noviembre de 1807, cuando tenía 15 años, ya que su educación primaria corrió por cuenta de su padre y del párroco de Ramiriquí, Fernando Sarmiento y Otero, amigo de su padre.
Allí obtuvo sus títulos de bachiller y doctor en Derecho Civil, siendo educado por José Félix de Restrepo y Custodio García Róvira, y siendo compañero de aula de Francisco de Paula Santander, de quien llegó a ser amigo personal hasta que éste alcanzó la presidencia en 1830.

### Carrera
Fue nombrado fiscal ante la Real Audiencia por el virrey Juan de Sámano. Consagrada la Independencia de Colombia, el presidente Simón Bolívar lo nombró el 15 de septiembre de 1819 Ministro de Hacienda.
Tras ejercer como fiscal del ramo de Hacienda ante la Corte Suprema (por designación de Bolívar), entre 1819 y 1821, fue elegido delegado suplente al Congreso Constituyente de 1821 que sancionó en 1821, y debido a la ausencia de algunos titulares, le correspondió participar en las deliberaciones, y llegó a presidir el Congreso, siendo criticado en su momento por su corta edad.
Ocupó el cargo de intendente del departamento de Boyacá entre 1825 y 1826. Aun cuando fue designado como rector de la Universidad de Boyacá en 1828 (en aquel tiempo cuando el Colegio de Boyacá fue elevado a categoría de universidad), solo ejerció por unos meses, ya que fue elegido diputado por la provincia de Tunja a la Convención de Ocaña, de la que también llegó a ser presidente. Durante toda la época de la Gran Colombia, Márquez se destacó por su civilismo y su respeto a la constitución emanada del Congreso de Cúcuta.  
En 1830 ejerció por unos meses como gobernador de Cundinamarca, hasta que el presidente interino Domingo Caycedo le designó Ministro de Hacienda, cargo desde el que destacó por la austeridad que impuso al estado, medida con la que logró rescatar las finanzas del país, heridas por las guerras de Independencia. 
Disuelta la Gran Colombia luego de conflictos internos entre líderes de Colombia, Ecuador y Venezuela, Márquez participó en el Congreso constituyente de la Nueva Granada de 1831, donde encabezó a los sectores moderados. El 9 de marzo de 1832, este Congreso escogió a Santander como presidente de la nueva república y a Márquez como su vicepresidente.

### Vicepresidencia (1832-1833; 1835-1837)

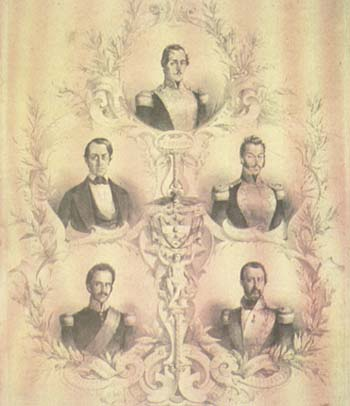
Márquez (el primero a la izquierda) junto a los primeros presidentes de la Nueva Granadaː Santander (centro), Herrán (a la derecha), Mosquera (abajo a la izquierda) y López (abajo a la derecha).

La ausencia de Santander, quien se encontraba en Estados Unidos en el momento de su elección, obligó a Márquez a tomar provisionalmente el poder ejecutivo, entre el 10 de marzo al 7 de octubre de 1832, permaneciendo en el cargo por 8 meses. Su corto gobierno destacó por la paz y la unidad nacional. Márquez entregó el cargo a la llegada de Santander a Bogotá.
Cuando Santander se posesionó, Márquez continuó siendo el vicepresidente del país hasta el 31 de marzo de 1833, cuando fue reemplazado por el expresidente Joaquín Mosquera. Posteriormente, Mosquera dejó el cargo por conflictos morales ya que el presidente empezó una serie de reformas liberales relacionadas con el laicismo y la educación pública. Por lo anterior Santander volvió a llamar a Márquez para que fuera su vicepresidente, estando en el cargo de 1835 a 1837, cuando fue postulado para ser candidato presidencial.

#### Candidatura presidencial
Luego de un enfrentamiento con el presidente Santander a raíz de sus supuestos amoríos con una de las favoritas del expresidente (Nicolasa Ibáñez, la madre de José Eusebio Caro), Márquez lanzó su candidatura presidencial por los progresistas moderados en 1837, siendo también apoyado por los bolivarianos, adeptos al fallecido Simón Bolívar, y los ministeriales, los que luego se convirtieron en conservadores.   
En las elecciones, Márquez se enfrentó al veterano de la guerra de Independencia y exministro de guerra José María Obando, apoyado por Santander, y al político radical Vicente Azuero (mano derecha del presidente Santander), ambos representantes del sector progresista. Sin embargo, la elección tuvo que ser conjurada por el congreso porque ninguno de los candidatos obtuvo la mayoría legal para imponerse sobre los otros candidatos. Al final la corporación eligió a Márquez presidente de Colombia, pese a la injerencia que ejerció Santander en los comicios.

## Presidencia de la Nueva Granada (1837-1841)

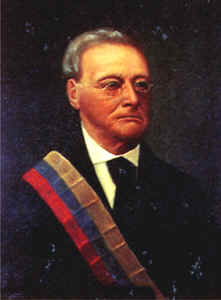
Retrato presidencial anacrónico de Márquez.

Márquez se posesionó el 1° de abril de 1837 en la Iglesia de San Ignacio, en Bogotá, siendo el primer presidente civil de la historia de Colombia, y el primero en completar un mandato de cuatro años luego de establecida la constitución de 1832 (ya que Santander gobernó 5 años).
Su gobierno se caracterizó por su fomento del civilismo, el proteccionismo económico, el conservadurismo como doctrina política estatal, y la promoción de la educación. Durante su mandato, Márquez se vio obligado a tomar varias licencias temporales, siendo en todas ellas reemplazado por su vicepresidente Domingo Caycedo, quien ya había ocupado la presidencia en otras asuencias presidenciales. En total Caycedo lo reemplazó en 6 ocasiones a lo largo de su período.

#### Economía
Hombre moderado en sus costumbres, Márquez impulsó políticas económicas de austeridad, para lograr sanar las finanzas públicas. Organizó la hacienda pública, fijó el valor de la deuda externa de los endeudamientos de la ex Nueva Granada por los costos de la guerra de Independencia contra España, donde Colombia asumió el 50% de las obligaciones.
Estimuló la industria nacional a través del tabaco, producto que había caído en decadencia desde la época hispánica y promovió la agricultura a través del modelo proteccionista, y luchó por mantener estable el crédito público. Márquez se mostró en abierta contradicción con el librecambismo, al que culpaba de la decadencia de ciudades y pueblos que antes eran prósperos centros comerciales del país como Pamplona, Socorro y Tunja.

##### Esclavismo
En 1839, de Márquez analizó las condiciones impuestas por la ley de partos de 1821, con la cual Simón Bolívar había establecido que los negros nacidos en esclavitud serían liberados a partir de la expedición de la ley, cuando alcanzaran los 18 años. Sin embargo, el presidente consideró que 18 años no eran suficientes para que el esclavo pudiera tener una vida en sociedad normal, y estableció un sistema de educación católica para los esclavos, extendiendo así el plazo de manumisión de 18 a 25 años de edad, edad a la que se consideraba ya habían alcanzado el nivel de civilidad requerido. Se sabe que esta medida buscaba contentar a los esclavistas, importantes dentro del gobierno de la época.

#### Política educativa
Márquez promovió la instrucción pública en todo el país, y al igual que Santander, concedió especial importancia a la educación pública. También creó varias escuelas primarias y varios colegios como el Colegio Académico de Cartago, el Colegio de Santa Librada, de Neiva; y el afamado Colegio de la Merced para la educación femenina, en Bogotá, colegio que gozaba del favor de Santander. También creó los cursos universitarios de filosofía para los municipios de Zipaquirá, Chocontá, Santa Rosa de Viterbo y Salazar; y estableció una cátedra de medicina en el Colegio de Boyacá en Tunja y una de Derecho canónico en San Gil, en Santander.
La importancia que otorgó a la educación pública se ve evidenciada en un discurso que pronunció en 1837ː

"Sin la educación de las masas no hay espíritu social, ni verdadero interés por las libertades públicas, ni puede afianzarse el sistema republicano sobre bases sólidas y estables. En una palabra, es de las luces comunes y de su difusión, la prosperidad de los Estados"
José Ignacio de Márquez, 1 de abril de 1837

#### Política exterior
El gobierno de Márquez fue el primero registrado que tuvo cuerpo diplomáticoː
- Manuel María Mosquera, hermano del expresidente Joaquín Mosquera y gemelo del arzobispo de Bogotá, Manuel José Mosquera, fue designado para encargarse de la deuda externa y de los negocios con el Reino Unido. Tuvo a su cargo al vicecónsul Carlos Allsopp.
- Ignacio Sánchez de Tejada fue comisionado en Roma.
- Domingo Acosta fue designado cónsul y encargado de los negocios en Estados Unidos.
- José del Carmen Triunfo fue cónsul general en Perú.
- Antonio Pérez era cónsul en Guayaquil. El encargado de los negocios en Ecuador a su vez era Rufino Cuervo, quien se posesionó el 15 de agosto de 1840.
- Crisóstomo Campuzano fue encargado de los negocios en Kingston.

#### Guerra de los Supremos y fin de su mandato

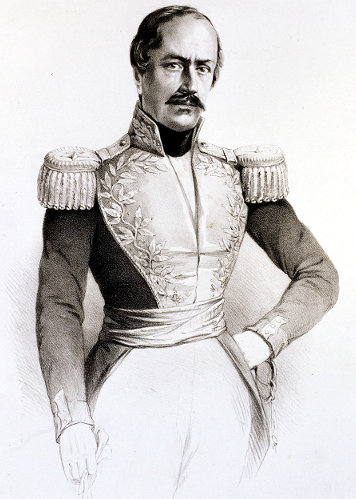
Obando en 1842, Museo Nacional de Colombia.

La primera etapa del conflicto se desencadenó durante la llamada Guerra de los Conventos, en 1839, cuando el gobierno y el Congreso -con la intención de mejorar la educación- ordenaron la supresión de conventos católicos con menos de 8 religiosos, lo que desencadenó un levantamiento de los religiosos católicos, entre otros, la Sociedad Católica de Bogotá y los católicos de Pasto.
Márquez designó como encargado de la situación al general y exvicepresidente José María Obando, quien era muy popular en la región. Sin embargo llegaron rumores de que Obando estaba involucrado con el homicidio de Antonio José de Sucre, en 1830, y éste, para evitar ser vinculado con el crimen renunció a su encargo militar y fue citado a juicio en 1839. Márquez entonces comisionó al Gral. Pedro Alcántara Herrán para la misión.

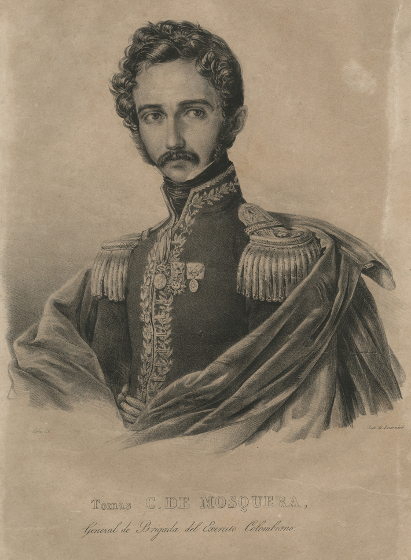
Mosquera en 1842, Museo Nacional de Colombia, Bogotá.

Obando estaba aspirando a la candidatura presidencial de 1841, pero su renuncia encendió la chispa, no exento esto de la presunta participación de Márquez para sabotear a Santander (quien apoyaba a Obando y despreciaba a Márquez). El caos social consecuente fue aprovechado por los autoproclamados Directores Supremos de la Guerra, poderosos caudillos del sur del país entre los que figuraba el propio Obando, líder del Cauca y Santiago Mariño, líder de Santa Marta. De hecho el conflicto fue llamado así por estas figuras.  
Para enfrentar a los rebeldes, Márquez comisionó a los experimentados generales Tomás Cipriano de Mosquera y Herrán, quienes lograron importantes victorias a favor del gobierno. Sin embargo, ante el temor de la toma del poder por parte de los rebeldes, Márquez huyó de la capital, entregándole el poder al vicepresidente Domingo Caycedo, y se refugió en Popayán buscando la protección de sus ministros Mosquera y Herrán, y le solicitó a Herrán hacer contacto con los ecuatorianos para apoyar al gobierno. El apoyo del presidente ecuatoriano Juan José Flores a las tropas colombianas generaron un gran malestar nacional.   
Márquez regresó avergonzado a Bogotá (pues las tropas rebeldes jamás tomaron la ciudad) y terminó su gobierno el 31 de marzo de 1841 en medio de una tremenda impopularidad, dejando el país en guerra. De hecho, el 9 de febrero de 1841 se dio el suceso de La Pueblada, cuando los capitalinos salieron a las calles de la ciudad protestando contra la puesta en libertad de los presos políticos de la guerra, y la emprendieron contra los miembros del gobierno y la residencia de Márquez. El general Herrán terminó ganando la presidencia y puso fin a la guerra oficialmente en 1842; Herrán junto a su futuro suegro Mosquera terminaron catapultando su carrera política gracias a la guerra.

### Postgobierno
Tras su retiro de la presidencia, Márquez se alejó de la política, en parte por el escándalo sucedido en medio de su salida del poder, y ejerció como abogado y profesor universitario en la Universidad Nacional, y luego como Magistrado de la Corte Suprema de Justicia. También dedicó el resto de su longeva vida a la enseñanza del Derecho. 
José Ignacio de Márquez falleció en Bogotá el 21 de marzo de 1880 a los 86 años de edad, siendo sepultado en el Cementerio Central de Bogotá.

## Vida privada

### Familia
José Ignacio de Márquez nació en el hogar de José Gregorio de Márquez y Juana María Barreto, nacidos en el municipio de Somondoco, actual Boyacá, siendo el cuarto de dieciocho hijos. Pese a que los Márquez no eran precisamente una familia acomodada, el padre de José Ignacio adquirió una finca agrícola y llegó a ocupar varios cargos públicos, luego de que la familia se estableciera en Ramiquirí, donde nació Márquez. José Gregorio fue alcalde de Ramiriqui, y corregidor en Chivitá.

#### Lazos familiares
Pese a sus orígenes relativamente humildes, Márquez estaba emparentado con personajes ilustres del país, gracias a los matrimonios de sus numerosos hermanos.
Su hermana Ana María de Márquez contrajo nupcias con Valentín Ferro. El tercer hijo del matrimonio, Joaquín Ferro, se casó con Felisa Ibáñez, de la misma familia de Nicolasa Ibáñez de Caro, famosa amante de Santander.  De hecho, Nicolasa y su hermana Bernardina Ibáñez (amante de Bolívar) eran tías abuelas de Joaquín Ferro de Márquez. 
Una vez enviudado, Ferro contrajo matrimonio con otra de las hermanas de Márquez, María de la Paz de Márquez, con quien tuvo a Carmen Ferro de Márquez, casada con un miembro de la familia Portocarrero, a la que pertenecían también Clementina Portocarrero Caicedo y el prócer José María Portocarrero y Lozano. Clementina es el ancestro común entre Domingo Caycedo (presidente de Colombia en 1831) y Jorge Tadeo Lozano, con Andrés Pastrana Arango, ya que la abuela materna de Pastrana, María Vega, era nieta de Clementina.

#### Matrimonio y descendencia
Contrajo matrimonio con María Antonia del Castillo y Vargas Machuca, en Sotaquirá, en 1827, cuando estaba en la intendencia de Boyacá. De su matrimonio proviene 5 hijosː Carolina, María Ignacia, José Gregorio, Teófila y Enriqueta de Márquez y del Castillo. 
Su hija mayor se casó con Luis María Cuervo Urrisari, hermano del escritor y estudioso de la lengua castellana Rufino Cuervo Urrisari; ambos, a su vez, eran hijos del prestigioso político y abogado neogranadino Rufino Cuervo Barreto, quien se encargó de la presidencia en 1847 cuando el entonces presidente Tomás Cipriano de Mosquera se ausentó, y del que fue su vicepresidente de 1845 a 1849. Carolina y Luis tuvieron al científico Luis Cuervo Márquez, miembro de número de la Academia Colombiana de Ciencias Exactas y al ilustrado Carlos Cuervo, ministro de instrucción pública entre 1912 a 1914.

### Relación con Santander

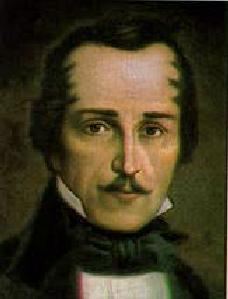
Retrato civilista de Santader.

En sus años escolares, Márquez se hizo amigo de Francisco de Paula Santander, con quien también compartió la pasión por la política y las leyes. Sin embargo, su amistad de varios años terminó por culpa de un asunto amoroso. 
Se sabe que Santander consideraba a la distinguida dama Nicolasa Ibáñez viuda de Caro, (madre de José Eusebio Caro y abuela paterna de Miguel Antonio Caro) como su amante favorita, y que su belleza era de fama nacional. En 1835, durante el cumpleaños de Ibáñez, ella fue visitada por Santander, quien al encontrar a Márquez en la vivienda de la mujer (quien la estaba pretendiendo a espaldas de Santander), enfureció al punto de que estuvo a punto de arrojarlo por la ventana. Desde ese día Santander y Márquez no volvieron a hablarse y el presidente apoyó las candidaturas liberales sucesivas para sabotear a su ex protegido.

### Semblanza
De su incidente con Santander, narrado por uno de sus nietos el general Cuervo, se sabe que Márquez era un hombre de baja estatura, en contraste con la gran estatura y complexión de Santander, quien era un hombre de buena presencia en la época. Retratos de la época lo muestran con lentes, por lo que se puede decir que tenía dificultades en la visión.

## Legado y homenajes

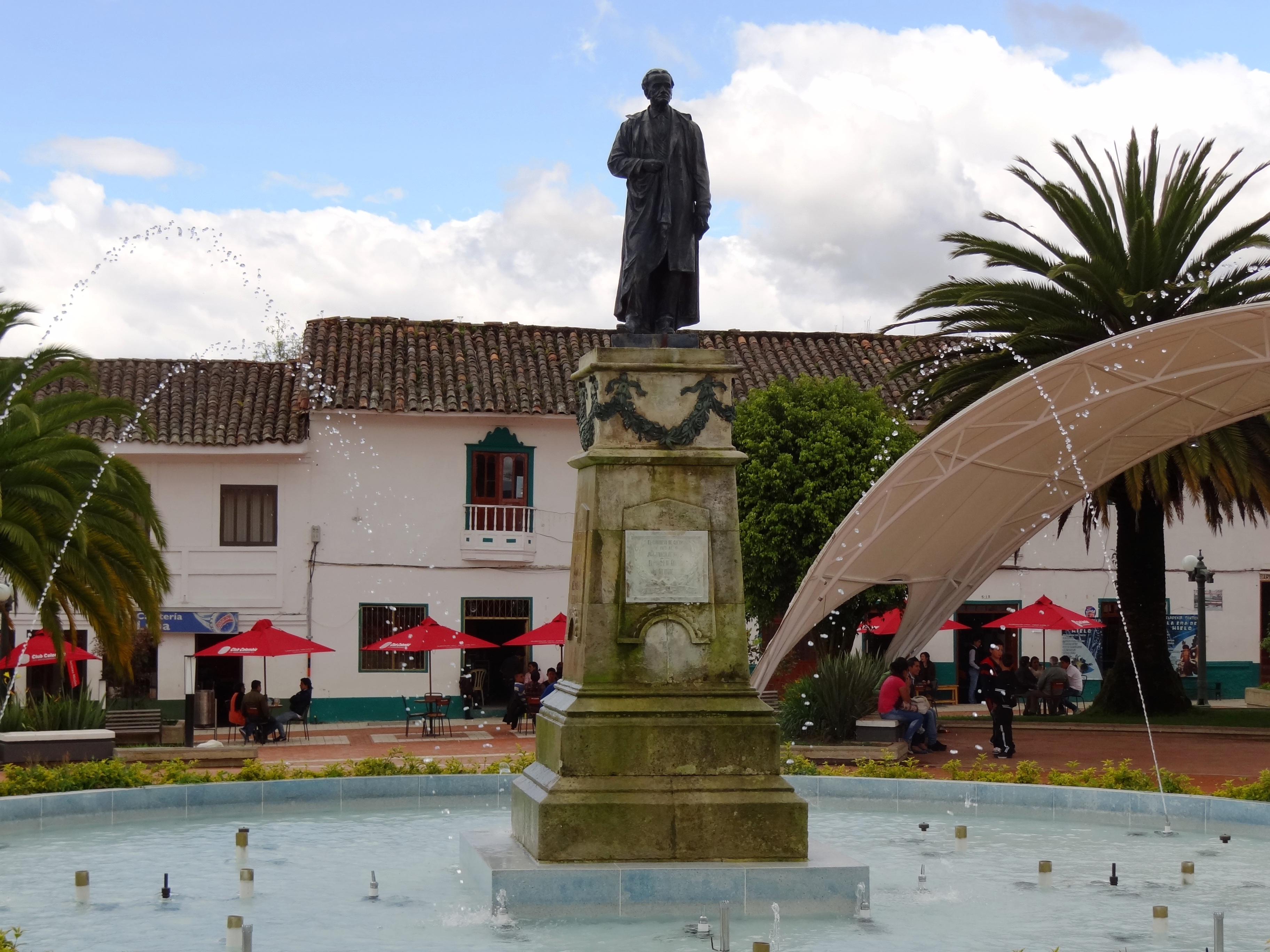
Monumento en honor a Márquez, Ramiquirí, Colombia.

Márquez llegó a educar a importantes personajes de la vida social y política colombiana, entre ellos al político liberal Miguel Samper, quien llegó a afirmar de Márquezː

"En la clase de Derecho Romano se extasiaba predicando amor a la república que confundía con la Patria, por ser esa la forma de nuestro gobierno."
Miguel Samper

En su honor fue erigido un monumento de bronce en la plaza principal de su natal Ramiriquí, en Boyacá, considerado monumento de interés cultural en la región. En 2013, el Consejo de Estado encabezó un homenaje a Márquez en la ciudad, donde asistieron altos dignatarios del país.

### El "descabezado" Márquez
También se erigió de bronce fundido un monumento en su honor, que fue ubicado en el Parque de la Independencia de Bogotá en 1919, y luego se le trasladó al patio interior del Palacio de Justicia en 1922. La imagen fue creada por Ugo Luisi y Giovanni Vergali y tiene medidas 168 x 68 x 58.
La imagen ha sufrido los embates del tiempoː primero fue víctima del incendio provocado durante El Bogotazo, el 9 de abril de 1948, permaneció allí hasta que fue decapitada durante la Toma del Palacio en 1985, durante el cruce de fuego entre la guerrilla del M-19 y fuerzas del orden. Actualmente la imagen está expuesta en el Museo Nacional de Colombia.
Popularmente se le conoce como "El Descabezado" y es visto como un símbolo de la impunidad que aqueja al país, por lo que se ha intentado en vano que se remueva de exposición.